# Causses du Quercy
Het Parc naturel régional des Causses du Quercy is een regionaal natuurpark in het zuiden van Frankrijk, in de regio Occitanië, met name in het departement Lot.
Het is een uitgestrekt park, omvat 97 gemeentes en in totaal 176.000 ha. In het noorden wordt het park begrensd door de rivier de Dordogne, in het zuiden eindigt het park op de Quercy Blanc, onder de kantons van Limogne en Quercy en Lalbenque, nog voor de valleien van de Aveyron en de Garonne. In het westen ligt Cahors net buiten het park en in het Oosten ligt Figeac er net buiten.
Het park ligt op een kalkhoogvlakte (causse). Het is een heuvelachtig landschap dat doorsneden wordt door de diepe rivierdalen van de Lot en van de Célé. Het is een arme streek, met onder meer als gevolg dat de dorpen op vrij grote afstand van elkaar liggen. In heel het gebied wonen slechts zo’n 25.000 mensen. De grond is kalkgrond, poreus, met als gevolg dat water snel wegzakt in de bodem. De vegetatie op de hoogvlakte heeft moeite zich te handhaven, met name in de droge hete zomers. Toen meer bos gekapt werd om daar landbouwgrond van te maken, bleek al snel dat dit niet veel meer opleverde dan een versnelde verwoestijning van de omgeving. De armetierige kromme eikjes op de Causses hebben een duidelijke functie in het vasthouden van water en het daardoor leefbaar houden van de omgeving.
Het water heeft het gebied gevormd. De rivierdalen zijn duidelijk zichtbaar uitgeslepen. Maar ook zijn er de onderaardse rivieren, rivieren die in de grond verdwijnen om een eind verder weer boven te komen. Het water heeft er ook voor gezorgd dat er in het gebied allerlei grotten zijn ontstaan. Een aantal van deze grotten hebben pre-historische wandschilderingen (Pech Merle, Lacave).
Om het wankele evenwicht tussen de mens en zijn omgeving, tussen de bebouwde omgeving en de natuur te beschermen, is het Parc naturel régional des Causses du Quercy ingesteld. Bijzondere plaatsen zoals Rocamadour en Saint-Cirq-Lapopie liggen binnen het gebied van het park. In het park wordt geïnvesteerd om er voor te zorgen dat de rijkdom van de omgeving beschermd kan worden.
Het park omvat de volgende causses:
- Causse de Cajarc
- Causse de Gramat
- Causse de Limogne

## Bijzonderheden
Bijzonderheden in het park op landschappelijk en architectonisch vlak:
- cazelles - Een cazelle is een klein, rond stenen hutje, destijds gebouwd door de herders als schuilplaats wanneer ze met hun kudde op stap waren. Het zijn kleine hutjes, volledig gebouwd van de gestapelde stenen uit de omgeving.
- pigeonnier - Veel te vinden op de hoogvlakte zijn de pigeonniers, de duiventorens die ooit gebouwd zijn met als doel duiven te lokken om de mest op het land te kunnen gebruiken.
- wasplaatsen - Op veel plekken zijn bij bronnen bij een dorp nog openbare wasplaatsen te vinden, de plaatsen waar vroeger de was gedaan werd, de ontmoetingsplaats voor het vrouwelijke deel van de bevolking. Een bijzonder goed bewaarde plek is de wasplaats van Saillac.
- dolmens - Op bijzonder veel plaatsen zijn de dolmens te vinden, de hunebedden, die getuigen van een prehistorische bewoning van de omgeving.
- rotsbebouwing - De bebouwing tegen de rotsen aan levert spectaculaire toeristentrekkers als Rocamadour, Saint-Cirq-Lapopie en het château des Anglais in Cabrerets, maar ook rustiger plekken als Calvignac, of de woningen in Saint-Sulpice, tegen de rotsen aan, deels holwoningen.
- grotten - Zoals al beschreven, allerlei grotten met en zonder rotstekeningen
- kloven - De Gouffres, zoals de Gouffre de Padirac, waar het water zich diep door een smalle rotsspleet een weg gebaand heeft
- muurtjes van gestapelde stenen - Overal door het land slingeren zich de muurtjes van gestapelde stenen, ooit neergelegd door de herders die hun weiden wat beter, wat minder vol stenen wilden laten zijn.

Bijzonderheden op het vlak van de natuur:
- orchideeën - In het gebied groeit een groot aantal verschillende orchideeën.
- truffels - Op de Causse de Limogne wordt er nog met varkens naar truffels gezocht. De markt van Lalbenque is eenmaal per jaar het middelpunt van de truffeljacht.